# Y el mundo marcha
Y el mundo marcha (título original en inglés: The Crowd) es una película muda estadounidense de 1928 dirigida por King Vidor. Está protagonizada por James Murray, Eleanor Boardman y Bert Roach.
Fue nominada a dos premios Óscar en la primera edición de estos premios.
En 1989, la película fue considerada «cultural, histórica y estéticamente significativa» por la Biblioteca del Congreso de Estados Unidos y seleccionada para su preservación en el National Film Registry.

## Argumento
Un joven solitario (James Murray) impulsado por la ambición y el idealismo se enfrenta a la vida en el Nueva York de principios del siglo XX. Las duras condiciones que impone esta realidad desmitifican el mítico sueño americano.

## Reparto
- James Murray - John Sims
- Eleanor Boardman - Mary Sims
- Bert Roach - Bert
- Estelle Clark - Jane
- Daniel G. Tomlinson - Jim
- Dell Henderson - Dick
- Lucy Beaumont - Madre de Mary
- Freddie Burke Frederick - "Junior"
- Alice Mildred Puter - hija

## Premios y honores
Nominaciones
- Óscar al mejor director, Película dramática - King Vidor
- Óscar a la mejor producción única y artística - Irving Thalberg por MGM[2]